# 한광근
한광근(韓光近, 1735년 ~ ?)은 조선 영조 때의 문신이다. 자는 계명이고, 본관은 청주이다.
1768년에 문과에 급제하였고, 1769년 한림소시에 합격했다. 이후 양주목사를 지냈다.

## 참고 문헌
- 국조문과방목
- 조선왕조실록